# Mária Antónia portugál infánsnő
Mária Antónia portugál infánsnő (Maria Antonia Amelia Camila Carolina Eulália Leopoldina Sofia Inês Francisca de Assis e de Paula Micaela Gabriela Rafaela Gonzaga Gregória Bernardina Benedita Andresa de Bragança; Bronnbach, Württembergi Királyság, Németország, 1862. november 28. – Colmar-Berg, Luxemburg, 1959. május 14.) portugál infánsnő, I. Mihály portugál király leánya, I. Róbert parmai herceg második felesége, Zita császárné és királyné édesanyja.

## Élete
A Bragança-házból származó Mária Antónia portugál infánsnő (királyi hercegnő) 1862-ben született Bronnbachban, a Löwenstein-Wertheim-Rosenberg hercegi birtokon, a Württembergi Királyság területén.
Édesapja I. Mihály portugál király (1802–1866) volt, VI. János portugál király és Sarolta Johanna spanyol infánsnő fia. Mihály király 1828–34 között uralkodott Portugáliában, uralmát az 1831–34-es polgárháború után saját bátyja, Dom Pedro döntötte meg. 1851-től haláláig németországi száműzetésben élt.
Édesanyja Adelheid Zsófia löwenstein–wertheim–rosenbergi hercegnő (1831–1909) volt, Konstantin zu Löwenstein-Wertheim-Rosenberg herceg (1802–1838) és Marie Agnes von Hohenlohe-Langenburg hercegnő (1804–1833) leánya.
Hét gyermekük sorában Mária Antónia hercegnő volt a legfiatalabb:
- Mária (Maria das Neves) infánsnő (1852–1941), aki 1871-ben Alfonz Károly spanyol herceghez, Juan de Borbón y Bragançának, Montizon grófjának és Habsburg-Estei Mária Beatrix osztrák főhercegnőnek fiához ment feleségül, az utolsó trónkövetelőhöz a spanyol Bourbonok karlista ágán.
- Mihály Mária Károly Egyed infáns (1853–1927), portugál trónkövetelő (a királypártiak számára II. Mihály portugál király), a Bragança-ház feje, aki 1877-ben Erzsébet Thurn und Taxis hercegnőt, majd 1893-ban Mária Terézia löwenstein-wertheim-rosenbergi hercegnőt vette feleségül.
- Mária Terézia Immakuláta infánsnő (1855–1944), Habsburg–Lotaringiai Károly Lajos főhercegnek, I. Ferenc József osztrák császár öccsének harmadik felesége.
- Mária Jozefa (José) infánsnő (1857–1943), aki 1874-ben a szemorvos Károly Tivadar bajor herceghez (Karl Theodor in Bayern) ment feleségül.
- Adelgunda infánsnő (1858–1946), Guimarães hercegnője, aki 1876-ban a Bourbon-házból való Henrik parmai herceghez, Bardi grófjához, III. Károly parmai uralkodó herceg egyik fiához ment feleségül.
- Mária Anna (do Carmo) infánsnő (1861–1942), aki 1893-ban IV. Vilmos luxemburgi nagyherceghez ment feleségül.
- Mária Antónia infánsnő (1862–1959), parmai hercegné.

## Házassága, gyermekei
1884. október 15-én a Zell am See melletti Fischorn-kastélyban házasságot kötött az özvegy, kilencgyermekes I. Róbert Bourbon-parmai herceggel (1848–1907), III. Károly (Ferdinánd) parmai herceg (1823–1854) és Louise Marie Thérèse de Bourbon francia királyi hercegnő (1819–1864) legidősebb fiával, aki 1854–1859 között Parma utolsó uralkodó hercege volt (bár kiskorúsága miatt nevében anyja uralkodott régensként).
Házasságukból tizenkét gyermek született:
1. Adelheid Erika Pia Antónia (1885–1959), aki Benedikta nővér néven apáca lett.
2. Szixtusz (Sisto) Ferdinánd Mária Ignác Alfonz Róbert (1886–1934), aki 1919-ben Hedwige de la Rochefoucauld hercegnőt (1896–1986) vette feleségül.
3. Ferenc Xavér (Saverio) Károly Mária Anna Lajos (1889–1977), aki 1927-ben Madeleine von Bourbon-Busset hercegnőt vette feleségül, 1974-től haláláig ő volt Parma címzetes hercege. A címet fia, Károly Hugó (1930–2010) örökölte, és viselte 1977-től haláláig.
4. Franciska Jozefa Mária Terézia Erzsébet (1890–1978)
5. Zita Mária Grácia Mikaéla Raffaella Gabriella (1892–1989), aki 1911-ben házasságot kötött a Habsburg–Lotaringiai-házból való Károly osztrák főherceggel (1887–1922), aki 1914-től az Osztrák–Magyar Monarchia trónörököse, majd 1916-tól IV. Károly néven magyar király, I. Károly néven osztrák császár lett.
6. Félix (Felice) Mária Vince (1893–1970), aki 1919-ben Sarolta luxemburgi nagyhercegnőt (1896–1985) vette feleségül.
7. René (Renato) Károly Mária József (1894–1962), aki 1921-ben Margit dán királyi hercegnőt (Margarethe von Schleswig-Holstein-Sonderburg-Glücksburg, 1895–1992), Valdemár dán királyi herceg leányát vette feleségül.
8. Mária Antónia Zsófia Ludovika Jozefa Mikaéla (1895–1977)
9. Izabella Mária Anna (1898–1984)
10. Lajos (Luigi) Károly Mária Lipót Róbert (1899–1967), aki 1939-ben Savoyai Mária olasz királyi hercegnőt, III. Viktor Emánuel király leányát vette feleségül.
11. Henrietta Anna Mária Immakuláta Ludovika Antónia (1903–1987)
12. Kajetán (Gaetano) Mária József Piusz (1905–1958), aki 1931-ben Margarethe Marie Therese von Thurn und Taxis hercegnőt vette feleségül.

## Külső hivatkozások
- Életrajzi, családi adatok (The Peerage.com).